# Gagoni
Gagoni è un album discografico della band italiana rock demenziale Gem Boy, uscito il 29 maggio 2012. Celebra i 20 anni di musica demenziale della band.

## Tracce
1. Si scrive Gem Boy - 1:19
2. Gagone - 3:57
3. Compresso - 4:05
4. Ciao gattina - 3:58
5. Ki ti kissa - 5:42
6. Amico vero - 2:54
7. Idroillusion - 4:23
8. Mia sorella - 3:39
9. SOS tato bastardo - 4:17
10. Foto e messaggi - 5:36
11. IROS - 4:17
12. Ufficio falli smarriti - 4:04
13. Ladra di merendine - 2:46
14. Boy B-end - 4:19
15. Colorado to be continued (+ ghost track) - 5:43

## Formazione
- Carlo Sagradini - voce
- Max Vicinelli  - tastiere
- Matteo Monti - batteria
- Andrea Tavarelli - basso
- Alessandro "J.J. Muscolo" Ronconi - chitarre
- Michele "Sdrushi" Romagnoli - mix e master

Al disco hanno partecipato anche Giuseppe Giacobazzi, Franco Trentalance, Baz, Pino e gli anticorpi, Paolo Ruffini, Belén Rodríguez, Gianluca Fubelli, Gabry Gabra, Cristina D'Avena e le Ciciri E Tria.